# Arquidiocese de Besançon
A Arquidiocese de Besançon (Latim: Archidiœcesis Bisuntina; Francês: Archidiocèse de Besançon) é um território eclesiástico da Igreja Latina ou arquidiocese da Igreja Católica na França. Ela compreende o departamento de Doubs (exceto Montbéliard) e o departamento de Haute-Saône (exceto o cantão de Héricourt).
De 1034 a 1184, o arcebispo tinha autoridade civil dentro do Sacro Império Romano como príncipe-arcebispo de Besançon. Ele gradualmente perdeu seu poder civil para o conselho da cidade; a cidade se tornou a cidade imperial de Besançon em 1184. A cidade foi anexada pelos francos em etapas, eventualmente sendo totalmente subsumida pela França em 1792 durante a Revolução Francesa. A Arquidiocese de Besançon é uma sé metropolitana com cinco dioceses sufragâneas em sua província eclesiástica: as Dioceses de Belfort-Montbéliard, Nancy, Saint-Claude, Saint-Dié e Verdun.

## História

### História inicial da diocese
Acreditava-se na diocese de Besançon que o cristianismo foi trazido para a área c. 54, por Linus, um dos setenta e dois discípulos de Jesus Cristo, e um amigo e sucessor imediato de Pedro, o Apóstolo (m. 65), e que Linus foi o primeiro bispo de Besançon. Este mito foi abandonado há muito tempo. Mas para salvar as aparências, Linus agora é inserido nas listas episcopais depois de Ferreolus.
Outra tradição local afirma que a diocese foi evangelizada pelos santos Ferreolus e Ferrutio (Ferréol e Ferjeux), que foram enviados aqui por Santo Irineu, Bispo de Lyon. De acordo com a enciclopédia católica, "Louis Duchesne provou que essas lendas pertencem a uma cadeia de narrativas forjadas na primeira metade do século VI e das quais a "paixão" de São Benigno de Dijon foi o elo inicial."
O primeiro esforço para reunir tradições locais e outros materiais foi feito na época do bispo Hugues (1031–1067), quando a primeira lista episcopal foi criada. "Bispo Ferreolus" não estava nela, até o século XVIII, quando um manuscrito de "A Lenda de São Ferreolus" foi encontrado por François Dunod de Charnage entre a coleção da igreja Colegiada de La Madeleine.
O imperador Carlos, o Calvo visitou Besançon em 871. Ele concedeu aos arcebispos o direito de cunhar dinheiro.
Durante a Idade Média vários papas visitaram Besançon, entre eles o papa Leão IX que consagrou o altar da antiga Catedral de St. Etienne em 1050, e o Eugênio III que em 1148 consagrou a igreja de St. Jean, a nova catedral. 
Em uma bula confirmando os direitos, privilégios e propriedades dos arcebispos de Besançon, datada de 19 de novembro de 1049,Papa Leão IX menciona que os arcebispos tinham uma casa da moeda (moneta).

### Imperador vs papas
Em 1156, Frederico Barbarossa casou-se com Beatriz, filha e herdeira de Renaud III, o último dos condes hereditários da Borgonha. Seu chanceler da Borgonha era o bispo de Lausanne. Em outubro de 1157, Frederico retornou a Besançon e fez-se coroar rei da Borgonha e de Arles. No dia seguinte à coroação, uma reunião foi realizada entre Frederico e os legados papais do Papa Adriano IV, o Cardeal Bernardo de São Clemente e o Cardeal Rolando de São Marcos, o chanceler da Santa Igreja Romana. Em uma carta, que foi lida diante da corte do imperador, o Papa Adriano lembrou a Frederico que ele o havia coroado em Roma e que, portanto, o imperador era vassalo do papa; a mesma mensagem estava contida no discurso de abertura dos cardeais. Grande ofensa foi causada, e Frederico ordenou que o arcebispo de Besançon e os outros clérigos não tivessem comunicação com o papa; doravante, a investidura eclesiástica seria realizada pelo imperador. Radgewinus, "Gesta Friderici I", livro III. 11; Monumenta Germaniae Selecta 3-4, p. 110: Cumque per eleitom principum a solo Deo regnum et imperium nostrum sit, qui in passione Christi filii sui duobus gladiis necessariis regendum orbem subiecit, cumque Petrus apostolus hac doctrina mundum informaverit 'Deum timete, regem honorificate', quicumque nos imperialem coronam pro beneficio a domno papa suscepisse dixerit, divinae Institutioni et doctrinae Petri contrarius est et mendacii reus erit."</ref> Em 18 de novembro, após o encontro com os legados do papa, Frederico nomeou o arcebispo Heráclio de Lyon seu exarca.
O Papa Adriano morreu em 1º de setembro de 1159, e a eleição para escolher seu sucessor resultou em dois partidos e dois papas, Alexandre III e Antipapa Victor IV. Frederico apoiou os interesses de Vítor IV e convocou um conselho para se reunir em Pavia, de 5 a 11 de fevereiro de 1160, para julgar entre os dois requerentes. O arcebispo Humberto de Besançon (1134–1162) enviou um representante, mas posteriormente não recebeu nenhum favor ou atenção do imperador. Os cistercienses na diocese, que enviaram representantes ao Capítulo Geral em Citeux em 1161, declararam-se firmemente a favor do Papa Alexandre III, o que trouxe a ira de Frederico sobre toda a ordem. Os mosteiros de Acey, Bellevaux e Clairefontaine foram entregues para pilhagem. O arcebispo Humberto renunciou em 1162 e retirou-se para um mosteiro, onde morreu em 1164. Ele foi sucedido por Gauthier, filho de Duque Hugues da Borgonha, o arquidiácono e decano do Capítulo, mas não se sabe se Gauthier recebeu alguma vez a confirmação do papa. No lugar de Humberto, Frederico instalou como arcebispo Herberto, um alemão de Colônia, o reitor do Capítulo de Aix-la-chapelle (Aachen). Em 1166, no entanto, Herberto ainda estava assinando documentos com o título de arcebispo eleito, e o título de arcebispo não aparece até 1168. Ele morreu em 1172, e seu funeral não foi assistido nem pelo povo nem pelo clero de Besançon. Seu sucessor Eberhard (1172–1180) também foi um apoiador de Frederico e um cismático, até que Frederico pôs fim ao cisma ao se reconciliar com o Papa Alexandre em julho de 1177 a partir do qual Eberhard foi reconhecido como arcebispo de Besançon.
O filho de Conde Guilherme da Borgonha, Guido da Borgonha, que foi papa de 1119 a 1123 sob o nome de Calixtus II, nasceu em Quingey, 23 km a sudoeste de Besançon.

### Capítulo e catedral
A lenda diz que o fundador de Saint-Étienne foi Linus, que viveu em meados do século I ou no final do século II. O cristianismo, no entanto, era um culto ilegal não registrado até o Édito de Milão, o que torna a construção improvável. A mesma fonte relata a reconstrução da igreja pela "Rainha Helena", a mãe de Constantino, sob o bispo Hylarius.
A catedral de Santo Estêvão (Saint-Étienne) estava em ruínas completas quando a reconstrução começou sob o arcebispo Gauthier (1016–1030). Foi concluído pelo Arcebispo Hugues de Besançon (1031–1067) e dedicado em 3 de outubro de 1048 pelo Papa Leão IX. O Papa Inocêncio IV (1243–1254) concedeu indulgências aos contribuintes para a restauração de Saint-Étienne. Foi ao mesmo tempo que a construção começou em uma nova catedral, Saint-Jean, em um estilo mais moderno. Foi consagrado pelo Papa Eugênio III em 5 de maio de 1148. Em 6 de março de 1350, um raio atingiu Saint-Étienne e destruiu o telhado, os móveis e seus ornamentos. O edifício foi reparado, mas foi finalmente demolido pelo arquiteto militar Vauban, por ordem do Rei Luís XIV, entre 1674 e 1678, para dar lugar à cidadela de Besançon. Por um tempo, Besançon teve duas catedrais, Santo Estêvão e São João Evangelista.
A catedral era servida e administrada por uma corporação chamada Capítulo. Ela consistia em 43 cônegos, quatro dignidades e sete dignidades menores (adjutores). As dignidades eram: o Deão, que presidia o Capítulo, o grande arquidiácono, o Cantor, o Tesoureiro, o arquidiácono Salinarius, o arquidiácono Faverniacensis, o arquidiácono Graacenus, o arquidiácono Luxoviensis e o Teólogo. Em 1698, havia quatro dignidades, quatro personae (adjutores) e 45 cônegos.o Cantor, o Tesoureiro, o arquidiácono Salinarius, o arquidiácono Faverniacensis, o arquidiácono Graacenus, o arquidiácono Luxoviensis e o Teólogo. Em 1698, havia quatro dignidades, quatro personae (adjutores) e 45 cônegos.o Cantor, o Tesoureiro, o arquidiácono Salinarius, o arquidiácono Faverniacensis, o arquidiácono Graacenus, o arquidiácono Luxoviensis e o Teólogo. Em 1698, havia quatro dignidades, quatro personae (adjutores) e 45 cônegos.

### História posterior
Dos séculos XIII a XVIII, a arquidiocese de Besançon teve como dioceses sufragâneas: Belley, Basileia e Lausanne.
Em 7 de maio de 1254, o Imperador Guilherme da Holanda confirmou aos arcebispos de Besançon o direito de cunhar dinheiro, chamado sephanienses em homenagem à imagem de Saint Étienne neles, para uso em toda a sua diocese.
Em 1520, o Arcebispo Antoine de Vergy (1502–1541) realizou um sínodo diocesano em seu castelo de Gy.
O arcebispo eleito Claude de La Baume (1543–1584) presidiu um sínodo diocesano em 1549 e publicou os estatutos sinodiais em 1550. Outro sínodo diocesano foi realizado em 1572. Arcebispo Ferdinand de Rye (1586–1636) realizou sínodos em 1588, 1589, 1590, 1591, 1592, 1593, 1594, 1597, 1599, 1600, 1604, 1605, 1607 e 1609. Além disso, o Arcebispo de Rye realizou sínodos em 1611, 1614, 1615, 1618, 1621, 1627, 1630, 1631, 1632 e 1633. O arcebispo Claude de Achey (1637–1654) realizou sínodos diocesanos em 1640, 1641, 1644, 1647, 1648, 1650, 1651, 1652 e 1653. Os sínodos diocesanos foram realizados pelo arcebispo Antoine-Pierre de Grammont (1662–1698) em 1663, 1664, 1665, 1666, 1669, 1670, 1671, 1673, 1674, 1675, 1676, 1677, 1678, 1679, 1680 e 1691.
Em 24 de janeiro de 1600, o Papa Clemente VIII concedeu ao arquiduque Alberto, governante do Pays-Bas, em sua capacidade como governante do condado da Borgonha, o privilégio de nomear candidatos para muitos benefícios eclesiásticos na arquidiocese de Besançon. Papa Urbano VIII concedeu o mesmo privilégio ao rei Filipe IV da Espanha em 16 de outubro de 1640, e o privilégio também foi concedido ao seu sucessor, Carlos II. 1750),
O arcebispo Claude de Achey (1637-1654) realizou um sínodo provincial em Besançon em 19 de maio de 1648. Ele condenou o livro jansenista De la fréquente Communion de Antoine Arnauld. O arcebispo não permitiria a instituição de nenhum clérigo em seu benefício, a menos e até que ele fizesse um juramento de apoiar as bulas do Papa Urbano VIII e do Papa Inocêncio X contra as proposições jansenistas.
O arcebispo Antoine-Pierre de Grammont (1662–1698) lançou a pedra fundamental de um novo seminário em 25 de julho de 1670.

### Anexação à França
Em maio de 1674, após um cerco de nove dias, Besançon foi capturada pelas forças lideradas pelo rei Luís XIV da França, e o Franco-Condado foi anexado. A anexação foi formalizada pelo Tratado de Nimègue entre o rei Luís XIV e o rei Philip II, da Espanha em 17 de setembro de 1678. Besançon foi nomeada capital da província de Franche-Comté e o parlamento foi estabelecido lá.
Em junho de 1683, o rei Luís XIV e a rainha Maria Teresa fizeram uma visita oficial a Besançon, participou uma missa pontifícia do Arcebispo de Grammont, e participou das procissões de Corpus Christi. Em 1691, Besançon tornou-se sede de uma universidade, que havia sido transferida de Dijon. Estudantes do seminário e do colégio jesuíta em Besançon enviaram seus alunos para a universidade para estudos avançados em filosofia e teologia.
Em 20 de maio de 1686, O Papa Inocêncio XI transferiu o privilégio no condado da Borgonha que havia sido concedido aos reis da Espanha para o Rei Luís XIV da França.
Em 31 de julho de 1698, Papa Inocêncio XII concedeu ao rei francês o direito de nomear o candidato para a vaga sé de Besançcon. Em 1698, o Capítulo da catedral cedeu ao rei da França o direito de nomear o arcebispo quando ocorresse uma vaga.
Às vésperas da Revolução Francesa, em 1790, a diocese de Besançon tinha 840 paróquias, 28 abadias, 14 igrejas colegiais, e 99 priorados.

### Revolução Francesa
Mesmo antes de direcionar sua atenção diretamente para a Igreja, a Assembleia Nacional Constituinte atacou a instituição do monaquismo. Em 13 de fevereiro de 1790, emitiu um decreto que declarava que o governo não reconheceria mais votos religiosos solenes feitos por homens ou mulheres. Em consequência, Ordens e Congregações que viviam sob uma Regra foram suprimidas na França. Membros de ambos os sexos eram livres para deixar seus monastérios ou conventos se quisessem, e podiam reivindicar uma pensão apropriada solicitando à autoridade municipal local.
A Assembleia Nacional Constituinte ordenou a substituição das subdivisões políticas do ancien régime por subdivisões chamadas "departamentos", a serem caracterizadas por uma única cidade administrativa no centro de uma área compacta. O decreto foi aprovado em 22 de dezembro de 1789, os limites fixados em 26 de fevereiro de 1790, com a instituição entrando em vigor em 4 de março de 1790. Um novo departamento foi criado chamado "Doubs", e Besançon se tornou a principal cidade do departamento. A Assembleia Nacional Constituinte então, em 6 de fevereiro de 1790, instruiu seu comitê eclesiástico a preparar um plano para a reorganização do clero. No final de maio, seus trabalhos foram apresentados como um projeto Constituição Civil do Clero, que, após vigoroso debate, foi aprovado em 12 de julho de 1790. Deveria haver uma diocese em cada departamento, exigindo a supressão de aproximadamente cinquenta dioceses. Besançon tornou-se a sede da "Metropole de l'Est."
O Arcebispo Raymond de Durfort recusou-se a fazer o juramento obrigatório à Constituição Civil e retirou-se para o exílio após a chegada de um "Bispo Constitucional". Ele morreu em Soleure, na Suíça, em 19 de março de 1792, e seu sufragâneo sênior, o Bispo Bernard Emmanuel von Lenzburg de Lausanne assumiu a administração da diocese de Besançon. Quando Lenzburg morreu em 14 de setembro de 1795, a administração passou para o Bispo Franz Xaver von Neveu de Basileia.
A Concordata de 1802 deu à Diocese de Besançon todos os distritos que, em 1822, constituíam a Diocese de St.-Claude. Em 1806, Besançon recebeu jurisdição sobre as três paróquias do Principado de Neufchâtel (Suíça) que caíram sob o controle do bispado de Lausanne em 1814. Em 1870, após a anexação da Alsácia-Lorena pela Alemanha, o distrito de Belfort foi retirado do bispado de Estrasburgo e anexado à diocese de Besançon. 

### Reconstrução
O Diretório Francês caiu no golpe arquitetado por Talleyrand e Napoleão em 10 de novembro de 1799. O golpe resultou no estabelecimento do Consulado Francês, com Napoleão como Primeiro Cônsul. Para promover sua agressiva política externa militar, ele decidiu fazer as pazes com a Igreja Católica e o Papado. Em 29 de novembro de 1801, na concordata de 1801 entre o Consulado Francês, chefiado pelo Primeiro Cônsul Napoleão Bonaparte, e o Papa Pio VII, o arcebispado de Besançon e sua sufragânea Belley, e todas as outras dioceses da França, foram suprimidos. Isso removeu todas as contaminações institucionais e novidades introduzidas pela Igreja Constitucional. lang|fr|la}}, Volume 13 (Paris: A. Guyot et Scribe, 1826), pp. 2.</ref> A estrutura diocesana foi então restabelecida, com a arquidiocese metropolitana de Besançon (Doubs) e suas dioceses sufragâneas Dijon e Autun (na Borgonha), Metz, Nancy e Estrasburgo (na Alsácia-Lorena). A Concordata foi registrada como uma lei francesa em 8 de abril de 1802.
Em 1814, a monarquia francesa foi restaurada e, em 24 de maio de 1814, o papa retornou a Roma do exílio em Savona. O trabalho começou imediatamente em uma nova concordata, para regularizar as relações entre as duas partes. Na implementação da concordata de 27 de julho de 1817, entre o Rei Luís XVIII e o Papa Pio VII, a bula papal "Qui Christi Domini" foi emitida em 29 de novembro de 1917, mas o Parlamento francês se recusou a ratificar a concordata. Somente em 6 de outubro de 1822 foi lançada uma versão revisada da bula papal, agora chamada de "Paternae Charitatis", fortificado por portaria de Luís XVIII de 13 de janeiro de 1823 ordenando o seu registo, obteve a aceitação de todas as partes. A arquidiocese de Besançon (Doubs) recebeu como sufragâneas as dioceses de Estrasburgo, Metz, Verdun, Belley, Saint-Die e Nancy. Dijon e Autun foram retiradas de Besançon. 
Em junho de 1874, após a Guerra Franco-Prussiana, a pedido do governo francês, o Papa Pio IX removeu as igrejas de Metz e Estrasburgo da jurisdição metropolitana do arcebispo de Besançon e as tornou isentas, sob o controle direto da Santa Sé.
Em 3 de novembro de 1979, o Papa João Paulo II emitiu uma constituição apostólica (bula papal), "Qui Divino Consilio",removendo da diocese de Besançon o território de Belfort; o "paus de Montbéliard" no departamento de Doubs; e o arondissement chamado "Héricourt" com a cidade de "Chalonvillars", para formar a nova diocese de Belfort-Montbéliard. A diocese de Belfort-Montbéliard foi feita sufragânea do metropolitano de Besançon

## Arcebispos desde o Século XX
|                   | Nome                                                   | Período    | Notas                           |            |
| Arcebispos        | Arcebispos                                             | Arcebispos | Arcebispos                      | Arcebispos |
| ----------------- | ------------------------------------------------------ | ---------- | ------------------------------- | ---------- |
|                   | Jean-Luc Marie Maurice Louis Bouilleret                | 2013-atual |                                 |            |
|                   | André Jean René Lacrampe, Ist. del Prado               | 2003-2013  |                                 |            |
|                   | Lucien Charles Gilbert Daloz                           | 1980-2003  |                                 |            |
|                   | Marc-Armand Lallier                                    | 1966-1980  |                                 |            |
|                   | Marcel-Marie-Joseph-Henri-Paul Dubois                  | 1954-1966  |                                 |            |
|                   | Maurice-Louis Dubourg                                  | 1936-1954  |                                 |            |
|                   | Charles-Henri-Joseph Binet                             | 1927-1936  |                                 |            |
|                   | Louis Humbrecht                                        | 1918-1927  |                                 |            |
|                   | François-Léon Gauthey                                  | 1910-1918  |                                 |            |
|                   | Marie-Joseph-Jean-Baptiste-André-Clément-Fulbert Petit | 1894-1909  |                                 |            |
| Bispos auxiliares |                                                        |            |                                 |            |
|                   | Jean Cuminal                                           | 1975-1982  | Nomeado Bispo de Saint-Flour    |            |
|                   | Maurice-Adolphe Gaidon                                 | 1973-1974  |                                 |            |
|                   | Jean Albert Marie Auguste Bernard                      | 1967-1972  | Nomeado Bispo de Nancy          |            |
|                   | Georges-Stanislas-Jean Béjot                           | 1947-1955  | Nomeado Bispo auxiliar de Reims |            |

## Weblinks
- Homepage des Erzbistums Besançon (französisch)
- Cheney, David M. «Diözese» (em inglês). Catholic-Hierarchy.org (englisch)